# Fernando De Napoli
Fernando De Napoli (Chiusano di San Domenico, 1964. március 15. –) olasz válogatott labdarúgó.

## Pályafutása

### Klubcsapatban
Pályafutását a Serie C-ben szereplő Riminiben kezdte, ahol Arrigo Sacchi volt az edzője. Egy évet töltött a klubnál, mielőtt 1983 nyarán a Serie A-ban játszó US Avellino szerződtette. Az Avellinóban három szezont húzott le, majd 1986-ban a Napoli csapatához igazolt. A nápolyi klub ekkor élte történetének legsikeresebb időszakát. De Napoli gyakran játszott Salvatore Bagni társaságában a középpályán, a csapat irányítója Diego Maradona mögött. A Napoliban hat szezont töltött, ezalatt 1987-ben és 1990-ben az olasz bajnokságot, 1987-ben olasz kupát, 1989-ben az UEFA-kupát, 1990-ben pedig az olasz szuperkupát sikerült megnyernie.
1992-ben a Milanhoz szerződött. Tartva a sikeres időszakát, a Milannal is begyűjtött két bajnoki címet, egy olasz szuperkupát, egy bajnokok ligája elsőséget és egy UEFA-szuperkupát.
1994 júliusában a Reggianához távozott, ahol még három szezont játszott és 1997-ben vonult vissza.

### A válogatottban
Az olasz U21-es válogatottban 1984 és 1986 között 16 mérkőzésen egyszer volt eredményes. Részt vett az 1986-os U21-es Európa-bajnokságon, ahol ezüstéremmel zártak. 
1986 és 1992 között 54 alkalommal szerepelt az olasz válogatottban és 1 gólt szerzett. 1986. május 11-én mutatkozott be egy Kína elleni 2–0-s győzelem alkalmával. Egyetlen gólját a nemzeti csapatban Argentína ellen szerezte 1987-ben. 
Részt vett az 1986-os és az 1990-es világbajnokságon, illetve az 1988-as Európa-bajnokságon.

## Sikerei, díjai
Napoli
- Olasz bajnok (2): 1986–87, 1989–90
- Olasz kupa (1): 1986–87
- Olasz szuperkupa (1): 1990
- UEFA-kupa (1): 1988–89

AC Milan
- Olasz bajnok (2): 1992–93, 1993–94
- Olasz szuperkupa (1): 1993
- UEFA-bajnokok ligája (1): 1993–94
- UEFA-szuperkupa (1): 1994

Olaszország
- Világbajnoki bronzérmes (1): 1990

## Külső hivatkozások
- Fernando De Napoli – a FIFA adatbázisában
- Fernando De Napoli adatlapja a National-Football-Teams.com oldalon (angolul)

- Fernando De Napoli (angol nyelven). FootballDatabase.eu
- Fernando De Napoli (angol nyelven). eu-football.info